# Krampus

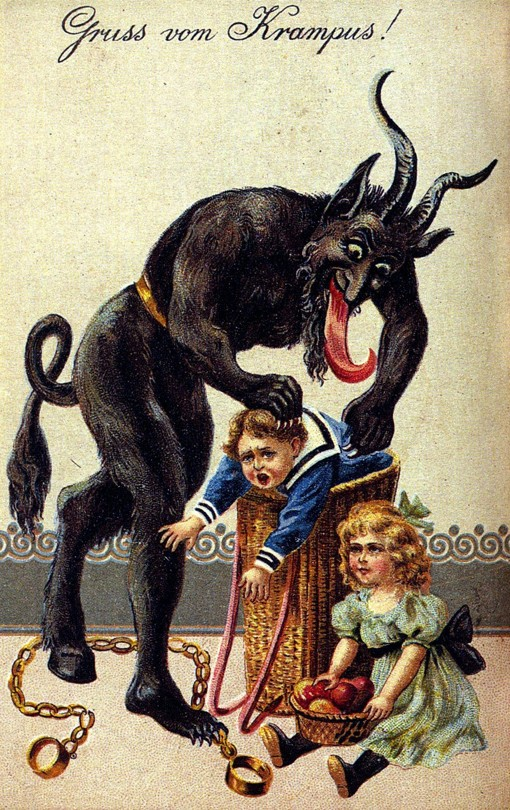
Ansichtkaart uit 1900

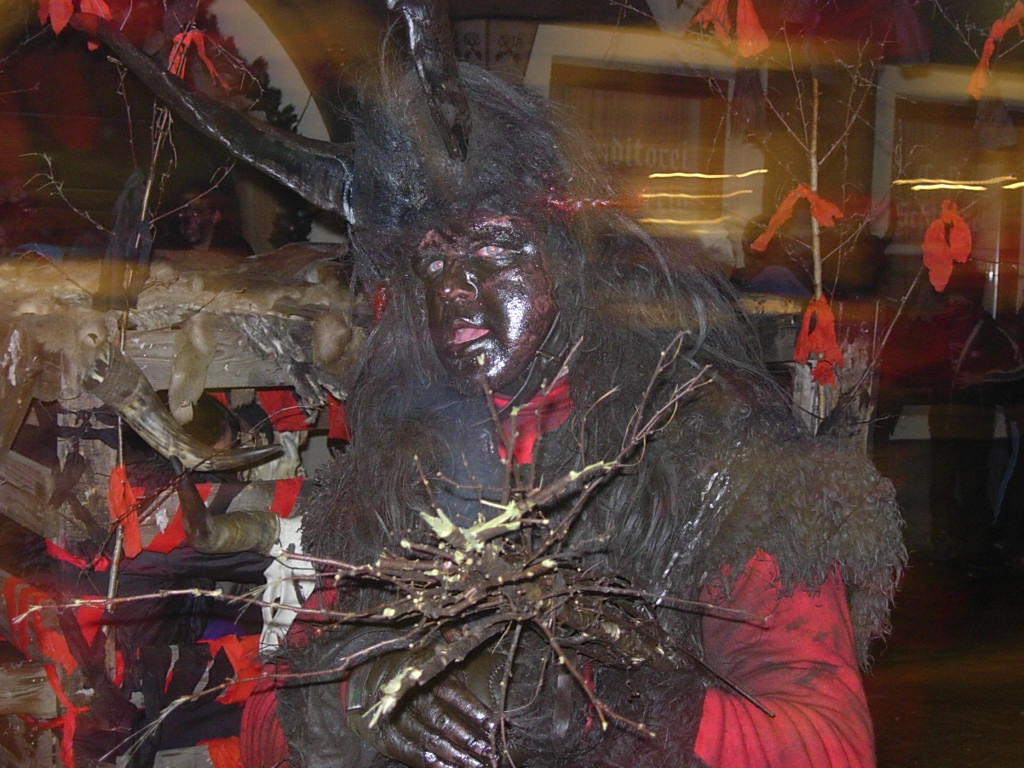
Krampus is (net als Zwarte Piet) de hulp van Sinterklaas, hier heeft hij een tuchtroede en zwartgeschilderd gezicht

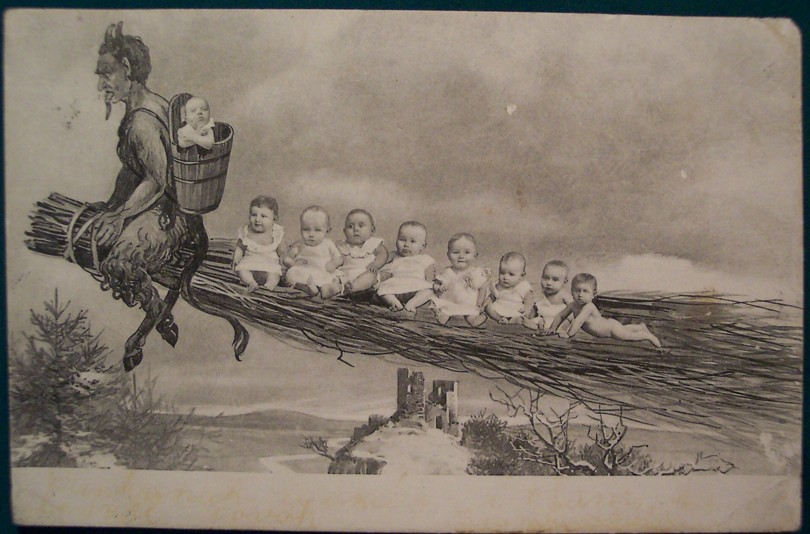
Krampus neemt de kinderen mee, 1900

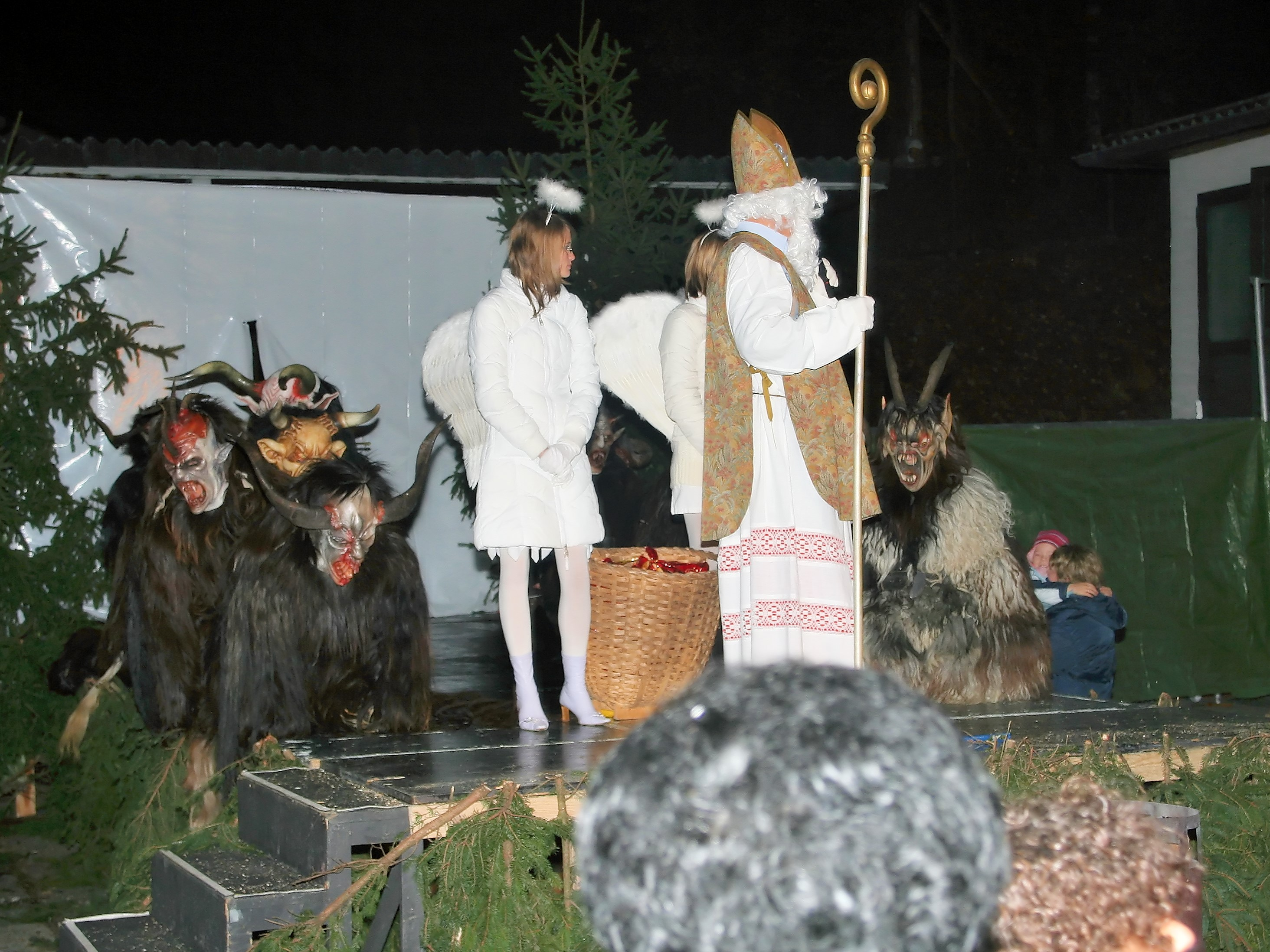
Kinderen bij de bisschop, engelen en Krampussen (dreigend op de achtergrond), Salzburg, Oostenrijk

De Krampus is een beestachtige duivel uit de folklore van de Alpen-regio's. Het woord komt van het Oudhoogduitse woord voor klauw: Krampen. De Krampus is in de Alpenregio de metgezel van Sint-Nicolaas. Hij komt voor in onder andere Beieren, Oostenrijk, Hongarije, Slovenië, Kroatië, Italië en Tsjechië.

## Beschrijving van de traditie
Van oudsher vermommen jonge mannen zich als de Krampus in de eerste twee weken van december. Vooral op de avond van 5 december voor Sint-Nicolaasdag zwerven ze over de straten en jagen kinderen (en volwassenen) angst aan met roestige bellen en kettingen. Het idee hierachter is dat met de geluiden de kwade geesten die rond midwinter aanwezig zijn verjaagd worden.
Ook komen Krampussen binnen in huizen. Terwijl Sinterklaas cadeautjes uitdeelt aan brave kinderen, is de Krampus een dreiging voor straf voor de stoute kinderen. Hij geselt ze of stopt ze in zijn zak, waarna de stoute kinderen meegenomen worden naar het bos (zie ook man met de zak). In enkele plattelandsgebieden is het traditie dat de Krampus jonge vrouwen met een tuchtroede straft. Een auteur uit Stiermarken schrijft in 1780:
'In Oostenrijk was het vroeger gebruikelijk [...] dat een van de kosters de heilige Nicolaas uitbeeldde terwijl een andere zich schrikwekkend verkleedde als diens knecht; in deze kledij gingen ze vervolgens bij de huizen naar binnen, de kinderen die zich goed gedroegen kregen een cadeau, de stoute kinderen kregen de knecht achter zich aan, die deed alsof hij hen wilde meenemen'.
Deze figuur kwam ook in andere streken voor, met namen als Knecht Ruprecht (Midden- en Noord-Duitsland), Barrel of Bartholomeus (Stiermarken), Schmutzli (Deutschschweiz), Klaufbauf(mann) of Strohbart (Beieren), Pöpel of Hüllepöpel (Würzburg), Zember (Cheb), Belzmärte en Pelzmärtel (Zwaben en Franken). Meestal waren deze figuren verbonden met het Sint-Nicolaasfeest, maar soms met het Kerstfeest of - in het laatste geval - met Sint-Maarten.
Het uiterlijk van de Krampus kan per dorp verschillen; zo wordt in bepaalde regio's het hoofd zwart geschminkt.
Moderne krampusuitdossingen bestaan meestal uit rode houten maskers, de huid van een zwart schaap en hoorns. Jonge mannen in plattelandsgemeenschappen nemen deel aan de krampusevenementen. Ze wedijveren om het mooiste kostuum, er gaat behoorlijk wat werk zitten in het maken ervan. In bepaalde gebieden verkleden leden van de vrijwillige brandweer zich, de mannen rijden dan op een wagen door het dorp. In wintersportplaatsen worden tegenwoordig processies gehouden waarin ook Krampus meeloopt, maar dit is voornamelijk voor de toeristen.

## Vroegmoderne tijd
Hoewel de gestalte van de Krampus uit de voorchristelijke tijd dateert, kreeg hij waarschijnlijk een plek in de geloofswereld van de middeleeuwen. Er bestaan echter geen bronnen van voor de zestiende eeuw die de rituelen rond de Krampus bevestigen. Ten tijde van de inquisitie was het verboden zich te verkleden als duivel; hierop stond de doodstraf. In sommige gebieden zoals de Alpenregio was de kerk niet bij machte middeleeuwse gebruiken, die men zag als heidens, uit te roeien.
Vanaf het midden van de zeventiende eeuw voerden de kloosterscholen de sinterklaastraditie weer in. Bij gezamenlijke bedeltochten werd de figuur van Sint Nicolaas begeleid door opgeschoten jongens, verkleed als afschrikwekkende gestalten en duivels of voorzien van dierenmaskers. Terwijl de goedheiligman de kinderen vroeg of ze zich goed hadden gedragen en geschenken gaf aan de 'brave' kinderen, werden 'stoute' kinderen bang gemaakt met het dreigement dat de Krampus ze zou bestraffen. De duivelsgestalte werd op deze manier geïntegreerd in het katholieke feest. Volgens sommige theorieën hoopte de kerk, door de Krampus een "hulpje" van Sinterklaas te maken, dit als heidens ervaren symbool te neutraliseren.

## Gelijkenis met andere folkloristische figuren
- Ook Zwarte Piet, de kompaan van Sinterklaas strafte stoute kinderen met zijn roe en dreigde ze mee te nemen in een zak. In de tweede helft van de twintigste eeuw heeft Zwarte Piet een vriendelijker karakter gekregen, waardoor hij alleen bekend is komen te staan als steun en toeverlaat van Sinterklaas. Hij deelt snoep uit, doet acrobatische stunts en begeleidt de oude Sinterklaas met zijn zware taken.
- Als reactie op het toenemen van de discussie over Zwarte Piet lijkt de Krampus ook in Nederland zijn intrede te doen, in sommige steden worden Krampus-gerelateerde activiteiten georganiseerd.[bron?]
- In Franstalig België en het noordoosten van Frankrijk heet deze knecht Père Fouettard. Deze heeft soms ook een zak of een mand van vlechtwerk, waarin stoute kinderen worden meegenomen. Dit komt ook voor bij de IJslandse Grýla.
- De Joulupukki is de Scandinavische kerstman. Hij stamt af van de Julbocken. Het uiterlijk van de kerstbok Julbocken (de naam verwijst naar Jul, Yule of joelfeest) heeft overeenkomsten met dat van de Krampus.
- Verschillende voorchristelijke godheden hadden een gewei, zoals bijvoorbeeld Cernunnos ('de gehoornde'). Ook de duivel wordt vaak omschreven als een gehoornde figuur.
- Vergelijk ook het Nuutinpäivä op 13 januari.
- Op de Waddeneilanden wordt naast Sinterklaas ook nog een oudere versie van het feest gevierd (zie Sinterklaas op de Waddeneilanden). Dit gebruik heeft overeenkomsten met de Krampustraditie:
  - Ouwe Sunderklaas op Texel
  - Opkleden op Vlieland
  - Sunderum op Terschelling
  - Sunneklaas op Ameland
  - Klozum op Schiermonnikoog
  - Klaasohm op Borkum

- Sinterklaaslopen in het Groningse Zoutkamp
- In Rotterdam wordt een evenement georganiseerd waarbij Sinterklaas vergezeld gaat van Krampussen. Deze Rotterdamse variant op de Oostenrijkse figuur wordt soms ook 'de Kralinger' genoemd.[2]

## Media
Op 24 december 2021 bracht de Duitse folkrockband Feuerschwanz een nummer uit over Krampus.
Krampus komt voor in de bioscoopfilm Red One uit 2024 van Jake Kasdan. In deze film is Krampus de broer van de Kerstman en de ex-vriend van Grýla.

## Afbeeldingen

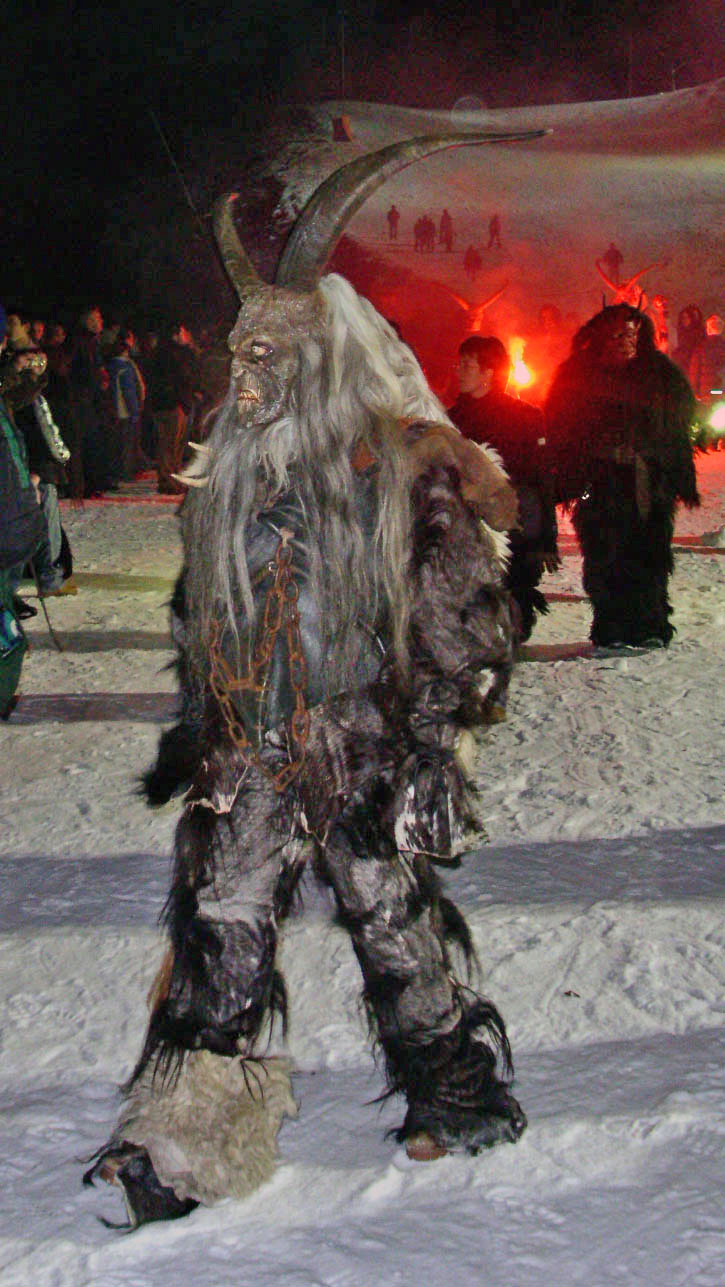
De Krampus in een processie in Klagenfurt, Oostenrijk
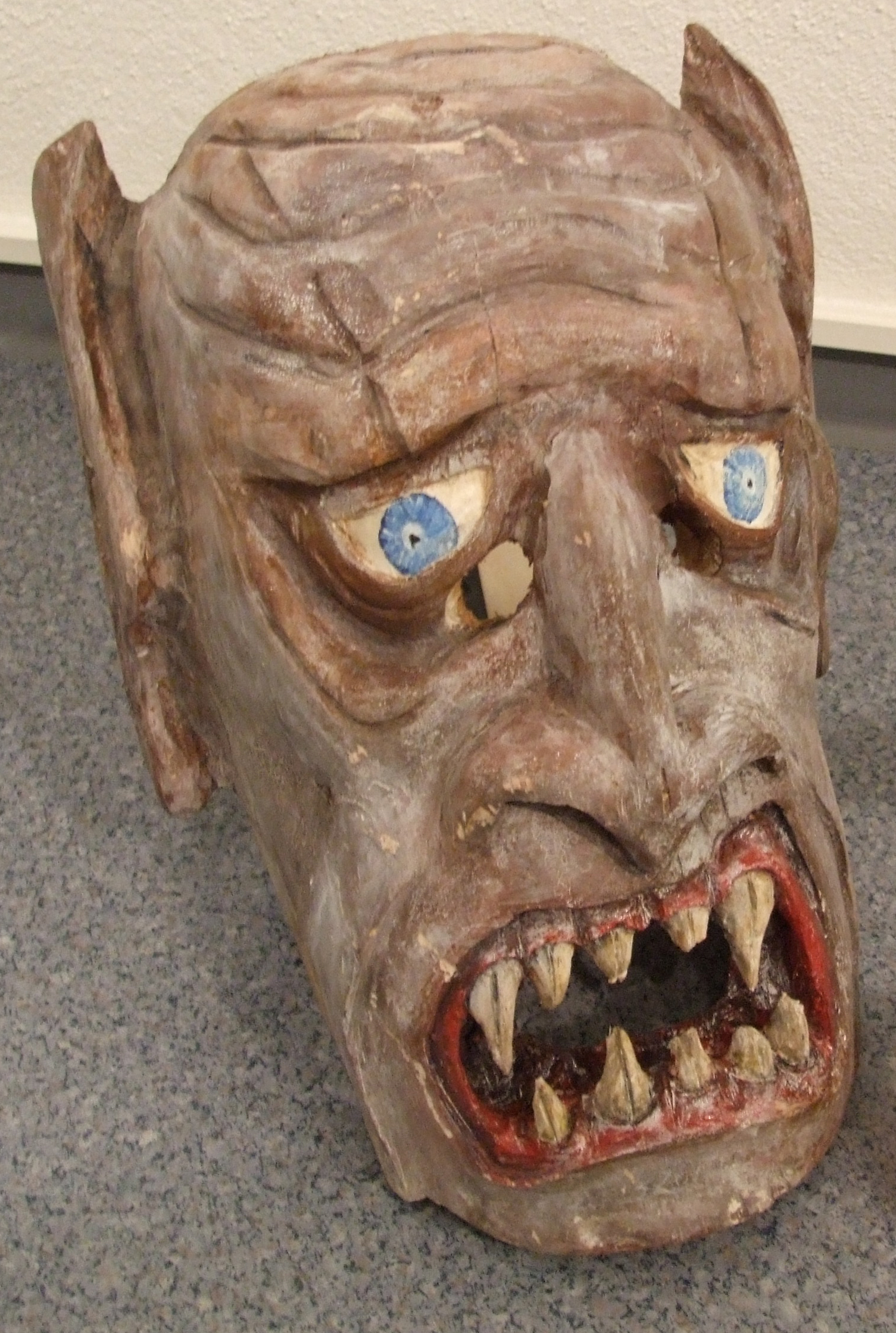
Krampus-masker
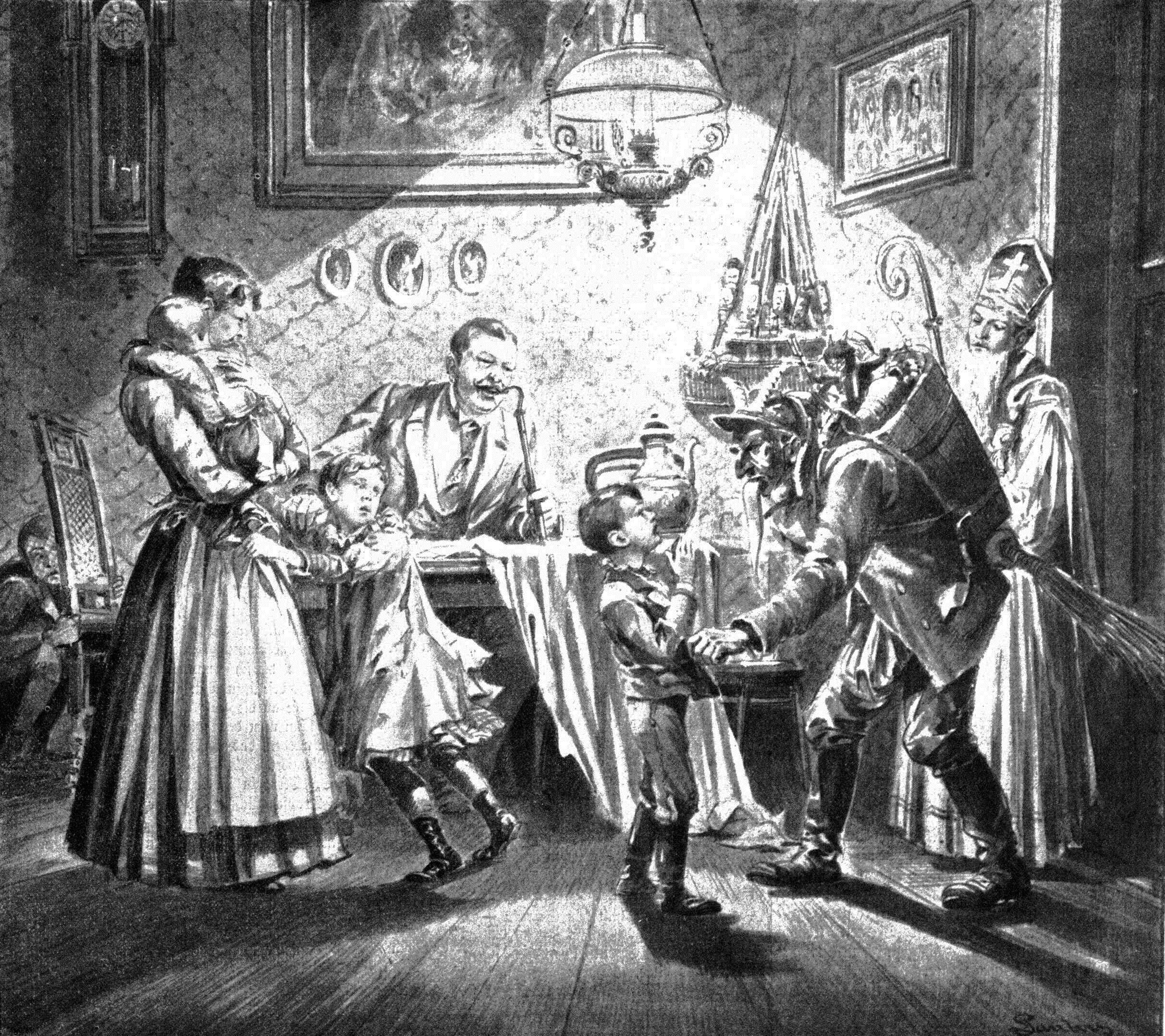
Nikolaus en Krampus, 1896
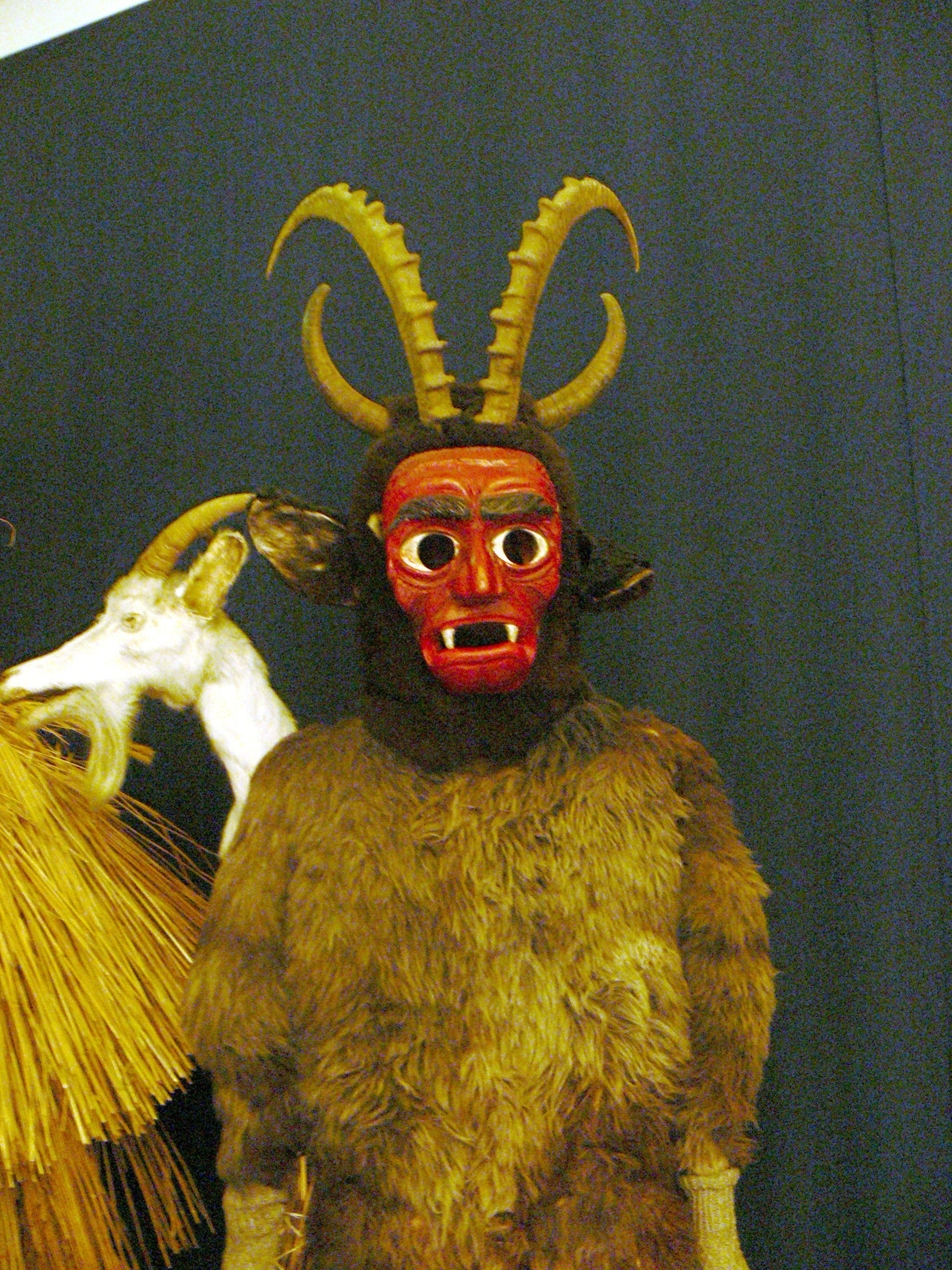
Krampus, museum in Bad Mitterndorf
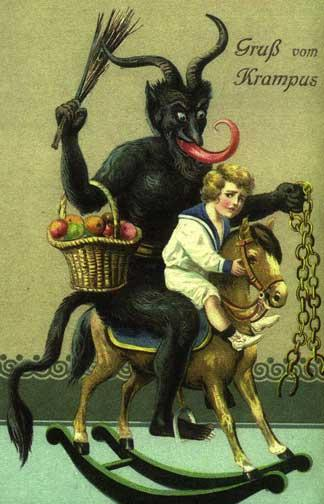
Ansichtkaart uit 1900
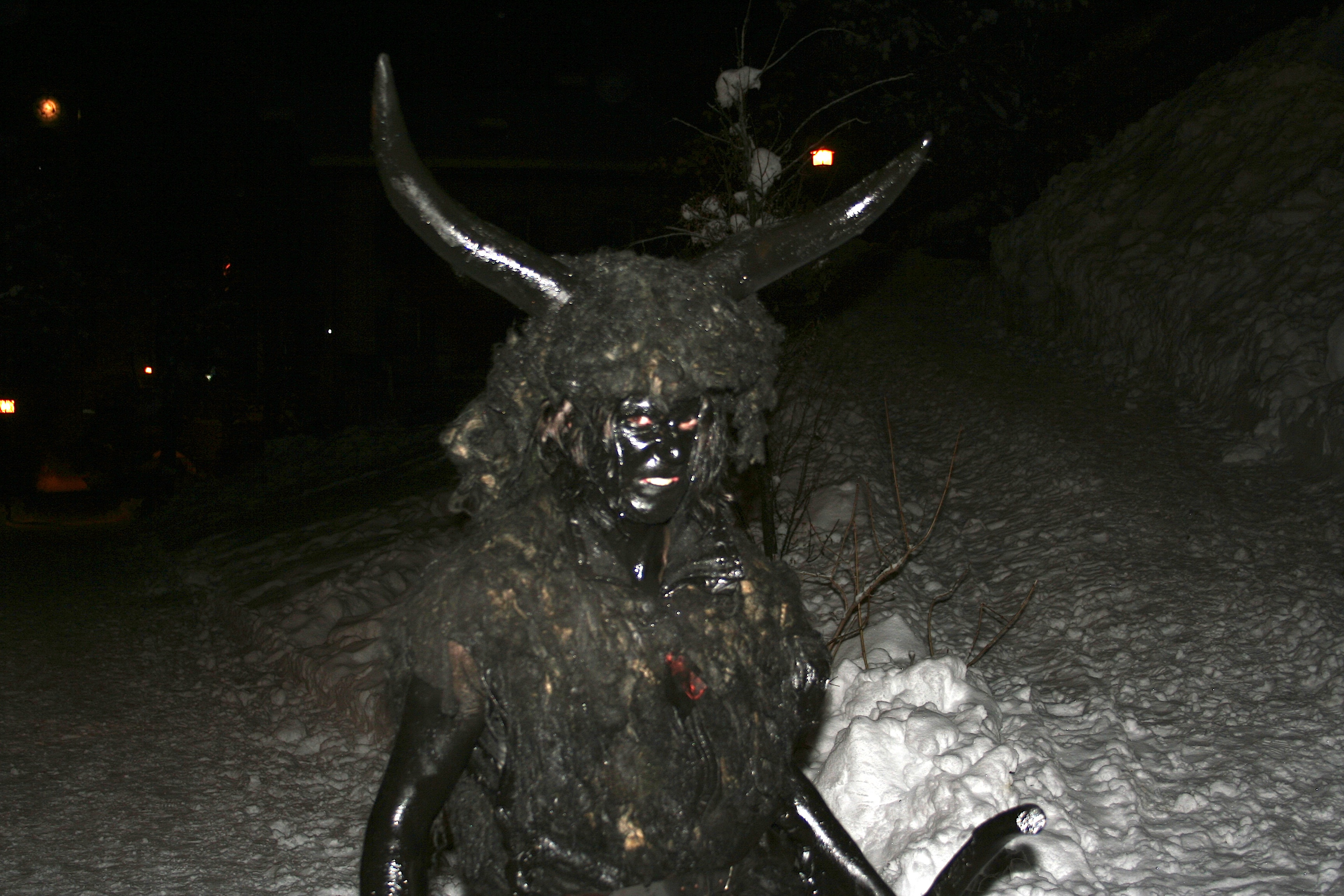
Krampus uit Zuid-Tirol, 2008
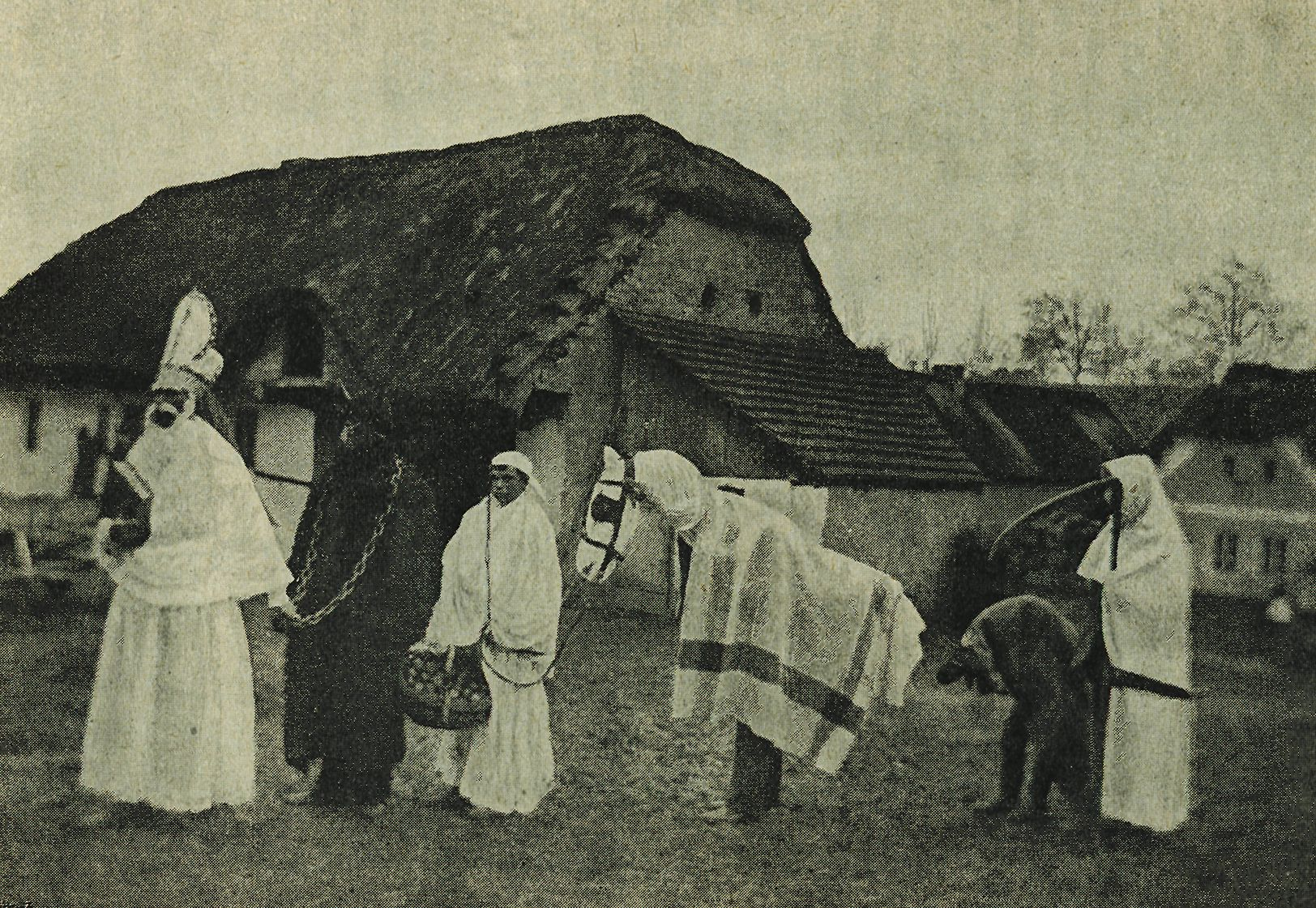
Krampus in Tsjechië, 1910